# میرا موراتی
میرا موراتی (به انگلیسی: Mira Murati) یک مهندس آلبانیایی الاصل ساکن ایالات متحده است. او مدیر ارشد فناوری سابق اوپن‌ای‌آی بود، شرکتی که چت‌جی‌پی‌تی را توسعه می‌دهد. موراتی کار خود را به عنوان کارآموز در گلدمن ساکس در سال ۲۰۱۱ آغاز کرد و از سال ۲۰۱۲ تا ۲۰۱۳ در زودیاک اروسپیس کار کرد. قبل از پیوستن به لیپ موشن سه سال را در شرکت تسلا گذراند. در سال ۲۰۱۸ به اوپن‌ای‌آی پیوست و بعداً مدیر ارشد فناوری آن شد که بر توسعه چت‌جی‌پی‌تی نظارت داشت. مسئولیت‌های او شامل نظارت بر تیم‌های تحقیقاتی، محصول و ایمنی شرکت بود.
موراتی در سپتامبر ۲۰۲۴ اعلام کرد که از اوپن‌ای‌آی خارج می‌شود.